# Pierre Jean Robiquet
Pierre Jean Robiquet (Rennes, 13 de gener de 1780 - París, 29 d'abril de 1840) fou un químic francès.

## Biografia
Robiquet era fill d'un impressor que va fer tots els sacrificis per donar-li una bona educació i el va enviar molt jove al col·legi de Château-Gontier. Al començament de la Revolució francesa es va tancar el col·legi i Robiquet va tornar amb la seva família. Es va dedicar a l'estudi d'arquitectura, però a penes havia començat quan els seus pares varen ser empresonats i quedaren arruïnats per l'embarg i la confiscació de tots els seus béns. Sense recursos va entrar a treballar amb un fuster, després amb un farmacèutic de Lorient, on va quedar un any, i tot seguit a la farmàcia de la Marina on, les preparacions es feien en major escala i va poder adquirir més coneixements. Quan es va assabentar de l'alliberament dels seus pares va tornar amb ells a Rennes, on va freqüentar els cursos de l'Escola Central i va treballar per la farmàcia de l'exèrcit de l'Oest, cosa que el va conduir més tard a París per perfeccionar-hi la seva formació farmacèutica.
A París va seguir el curs d'Antoine François de Fourcroy, després va entrar com a pensionat en un establiment de Louis Nicolas Vauquelin per a la fabricació de productes químics, on va fer amistat amb Louis Jacques Thénard.
El 1799, va haver de tornar a l'exèrcit d'Itàlia, on va ser gairebé de seguida aïllat al setge de Gènova i on va haver de suportar totes les privacions d'una setge. Va assistir llavors als cursos del físic Volta i de l'anatomista Antonio Scarpa.
De tornada a França, va entrar a l'hospital militar de Rennes, després fou destinat a l'hospici militar del Val-de-Grâce a París, i va entrar al laboratori particular de Louis Nicolas Vauquelin. Quan es va casar va obrir una farmàcia, a la qual va afegir una fàbrica de productes químics.
Va ser nomenat repetidor de química a l'Escola Politècnica, després professor a l'Escola de Farmàcia el 1811, va reemplaçar Vallée en la càtedra de matèria mèdica i va donar les seves lliçons sobre les aplicacions de la química i de la física en l'estudi dels minerals i de les drogues simples, aplicacions fins en aquell moment poc practicades.
El 1834, va succeir a Jean-Antoine Chaptal a l'Acadèmia de les Ciències. L'alegria que va sentir d'aquest nomenament va ser tan viva que la seva salut, des de feia molt de temps alterada, va millorar gairebé de sobte. Va consagrar la resta de la seva vida a investigacions al seu laboratori, renunciant a tota mena de relació de societat, fins i tot amb professorat.

## Treball

Cantaridina

El 1805 va aïllar dels espàrrecs, amb Louis Nicolas Vauquelin, l'asparagina, el primer aminoàcid conegut. Quatre anys després, de la regalèssia també aïlla asparagina i una substància dolça que no és sucre ordinari. L'examen que va fer dels coleòpters cantàrids (Lytta vesicatoria) va demostrar la presència d'àcid úric en insectes que s'alimenten de fulles. L'extracte de cantàrida s'emprava en forma de pols des de l'antiguitat com a vesicant, i Robiquet va aïllar-ne el principi actiu, la cantaridina, que va ser el punt de sortida de nombroses recerques ulteriors. Va aïllar la narcotina de l'opi (1817), la cafeïna amb Pierre Joseph Pelletier (1821), l'alitzarina i la purpurina de l'arrel de la roja, Rubia tinctorum L., (1826), l'orcina o orcinol present als líquens Rocella tinctoria i Lecanora (1829), l'amigdalina un glucòsid aïllat de les ametlles agres amb A. F. Boutron-Charlard (1803), i la codeïna de l'opi amb Nicolas Theodore Gobley (1834).

Codeïna

## Obres
- De l'emploi du bicarbonate de soude dans le traitement médical des calculs urinaires (1826)
- Nouvelles expériences sur les amandes amères et sur l'huile volatile qu'elles fournissent (1830)
- Nouvelles expériences sur la sentence de moutarde (1831)
- Notice historique sur André Laugier (survie d'une autre notice sur Auguste-Arthur Plisson) (1832)